# 方嘉德
方嘉德（1942年7月—），江苏无锡人，中华人民共和国政治人物，中华全国总工会原副主席、书记处书记，第七、八、十届全国政协委员。